# 阿韦利亚德拉孔卡
阿韦利亚德拉孔卡，是西班牙加泰罗尼亚莱里达省的一个市镇。 总面积78平方公里，总人口179人（001年），人口密度2人/平方公里。